# 自由北韓運動聯合
自由北韓運動聯合（：／）是致力於朝鮮民主主義人民共和國政治自由和人權的大韓民國組織，現任代表為朴尚學。
該組織定期以施放氣球等方式對朝鮮散播譴責其政治制度與關於外部世界的傳單、收音機、DVD和USB等物品，並以此聞名。該組織迄今為止已經已經放出了逾200萬個氣球，這些氣球通常歷經三到四個小時漂浮後才到達目的地（主要為平壤地區）。

## 官方網站
- 自由北韩运动联合